# Autigny-le-Petit
Autigny-le-Petit é uma comuna francesa na região administrativa de Grande Leste, no departamento de Haute-Marne. Estende-se por uma área de 2,53 km². Em 2010 a comuna tinha 64 habitantes (densidade: 25,3 hab./km²).